# N936 (België)
De N936 is een gewestweg in de Belgische provincie Namen. Deze weg vormt de verbinding tussen Ciney en Hastière.
De totale lengte van de N936 bedraagt ongeveer 23 kilometer. Dit is exclusief het onderbroken gedeelte van 450 meter in de plaats Dinant.

## Plaatsen langs de N936
- Ciney
- Fays
- Achêne
- Taviet
- Sorinnes
- Dinant
- Onhaye
- Hastière